# Anders Danielsen Lie
Anders Danielsen Lie (Oslo, 1 de gener de 1979) és un actor, músic i metge noruec. És conegut per la seva dilatada col·laboració amb el director Joachim Trier, amb papers principals a les seves pel·lícules Reprise (2006), Oslo, 31st august (2011) i The Worst Person in the World (2021).

## Trajectòria
Lie va estudiar grec antic (1997-1998), musicologia (2001-2003) i medicina (1999-2007) a la Universitat d'Oslo. L'11 d'abril de 2011 Lie va publicar This is autism, un àlbum conceptual amb música escrita, interpretada i produïda per ell mateix, basat en enregistraments de la seva infància.
Va debutar al cinema quan tenia 11 anys en el paper principal de Herman (1990) d'Erik Gustavson. El 2016 va coprotagonitzar amb Kristen Stewart la pel·lícula de thriller psicològic sobrenatural d'Olivier Assayas, Personal Shopper, que va ser seleccionada en competició al 69è Festival Internacional de Cinema de Canes. Lie és conegut per interpretar personatges emocionalment complexos, de vegades amb trastorns mentals. El 2018 va retratar l'autor dels atemptats de Noruega de 2011 al docudrama de Paul Greengrass 22 July.
Lie va interpretar papers destacats a les pel·lícules del 2021 The Worst Person in the World de Joachim Trier i L'illa de Bergman de Mia Hansen-Løve. Ambdues pel·lícules van ser seleccionades per al 74è Festival Internacional de Cinema de Canes, va rebre el premi de la National Society of Film Critics Award al millor actor secundari 2022 i la seva actuació va ser considerada una de les 10 millors actuacions cinematogràfiques del 2021 per la revista Time. La pel·lícula també va ser declarada la millor pel·lícula del 2021 per Vanity Fair i The Atlantic.
Anders Danielsen Lie és metge i, entre pel·lícules, manté la seva pràctica treballant com a metge comunitari a Oslo. Ha continuat mantenint una carrera interpretativa d'èxit i la seva pràctica mèdica des que es va graduar a la facultat de medicina.
El 2007, Lie i la psicòloga Maria Øverås van escriure un llibre d'educació sexual en noruec per a joves, Sex og sånt. El llibre va rebre un premi del Ministeri de Cultura i Igualtat a la millor obra de no-ficció i també va ser nominat al Premi Brage, un dels premis literaris més prestigiosos de Noruega.